# 2003 WA191
2003 WA191, também escrito como 2003 WA191, é um objeto transnetuniano que está localizado no Cinturão de Kuiper, uma região do Sistema Solar. Este corpo celeste é classificado como um plutino, pois, o mesmo está em uma ressonância orbital de 2:3 com o planeta Netuno. Ele possui uma magnitude absoluta de 7,6 e tem um diâmetro estimado com 116 km.

## Descoberta
2003 WA191 foi descoberto no dia 23 de outubro de 2003 pelo astrônomo Marc W. Buie.

## Órbita
A órbita de 2003 WA191 tem uma excentricidade de 0,235 e possui um semieixo maior de 39,385 UA. O seu periélio leva o mesmo a uma distância de 30,118 UA em relação ao Sol e seu afélio a 48,651 UA.